# 25-и МИР – София
Двадесет и петият многомандатен избирателен район в България обхваща районите Банкя, Връбница, Илинден, Красна поляна, Люлин, Надежда, Нови Искър и Овча Купел.
До 2013 г. 25-ият МИР е най-големият (т.е. с най-голямо население) софийски изборен район с 13 мандата и на второ място в България, наравно с 2-рия МИР – Бургас и след 3-тия МИР – Варна (с 14 мандата). На проведените на 12 май 2013 г. избори за народни представители от района са избрани 14 депутати, с което 25-ият МИР отстъпва водаческото място в столицата на 23-тия МИР (с 16 мандата) и остава на трето място за страната, отново наравно с Бургас и след Варна (15 мандата).

## Депутати избрани в XLV народно събрание

#### Разпределение на мандати за РИК София 25 МИР на изборите за XLV народно събрание на 4 април 2021 г.[1]
| Партия                                                                 | Процент гласове | Брой действителни гласове | Мандати |
| ---------------------------------------------------------------------- | --------------- | ------------------------- | ------- |
| ГЕРБ                                                                   | 24.08%          | 39 663                    | 4       |
| ПП ИМА ТАКЪВ НАРОД                                                     | 18.81%          | 30 981                    | 3       |
| ДЕМОКРАТИЧНА БЪЛГАРИЯ – ОБЕДИНЕНИЕ (ДА България, ДСБ, Зелено движение) | 16.12%          | 26 544                    | 3       |
| БСП за БЪЛГАРИЯ                                                        | 14.70%          | 24 208                    | 2       |
| ИЗПРАВИ СЕ! МУТРИ ВЪН!                                                 | 6.28%           | 10 342                    | 2       |

### Поименно по азбучен ред на коалициите
БСП за БЪЛГАРИЯ: Корнелия Петрова Нинова, Иван Йорданов Димитров,
ГЕРБ-СДС: Бойко Методиев Борисов (подал заявление за отказ), Даниел Павлов Митов, Анна Василева Александрова, Лъчезар Богомилов Иванов, Христо Георгиев Гаджев,
ДЕМОКРАТИЧНА БЪЛГАРИЯ – ОБЕДИНЕНИЕ (ДА България, ДСБ, Зелено движение): Христо Любомиров Иванов, Александър Димитров Симидчиев, Борислав Димитров Сандов
ИЗПРАВИ СЕ! МУТРИ ВЪН!: Николай Димитров Хаджигенов, Валентина Василева Василева – Филаделфевс
ПП ИМА ТАКЪВ НАРОД: Филип Маринов Станев, Пламен Иванов Данаилов, Пламен Николаев Николов

## Депутати, избрани в XLIV народно събрание
| Партия                                  | Процент гласове | Брой действителни гласове | Мандати |
| --------------------------------------- | --------------- | ------------------------- | ------- |
| ГЕРБ                                    | 36,45 %         | 67 130                    | 6       |
| БСП за България                         | 27,60 %         | 50 831                    | 5       |
| Обединени патриоти – НФСБ, Атака и ВМРО | 8,77 %          | 16 156                    | 2       |
| ВОЛЯ                                    | 5,10 %          | 9400                      | 1       |

## Депутати, избрани в XLII народно събрание
ПП ГЕРБ
1. Бойко Борисов
2. Красимир Велчев
3. Станислав Иванов
4. Доброслав Димитров
5. Лъчезар Иванов
6. Красимир Ципов
7. Йоана Кирова
КОАЛИЦИЯ ЗА БЪЛГАРИЯ
1. Сергей Станишев
2. Николай Малинов
3. Таня Андреева-Райнова – избрана на 29 май 2013 г. от Народното събрание за министър на здравеопазването. На основание чл.68, ал.2 от Конституцията на Република България, се замества от Методи Костадинов (Решение на ЦИК №2693-НС от 30 май 2013 г.) – положил клетва на 31 май 2013 г.;
4. Валентина Богданова
5. Деница Златева
ПП ДПС
1. Петър Ангелов
ПП АТАКА
1. Волен Сидеров